# Tehching Hsieh

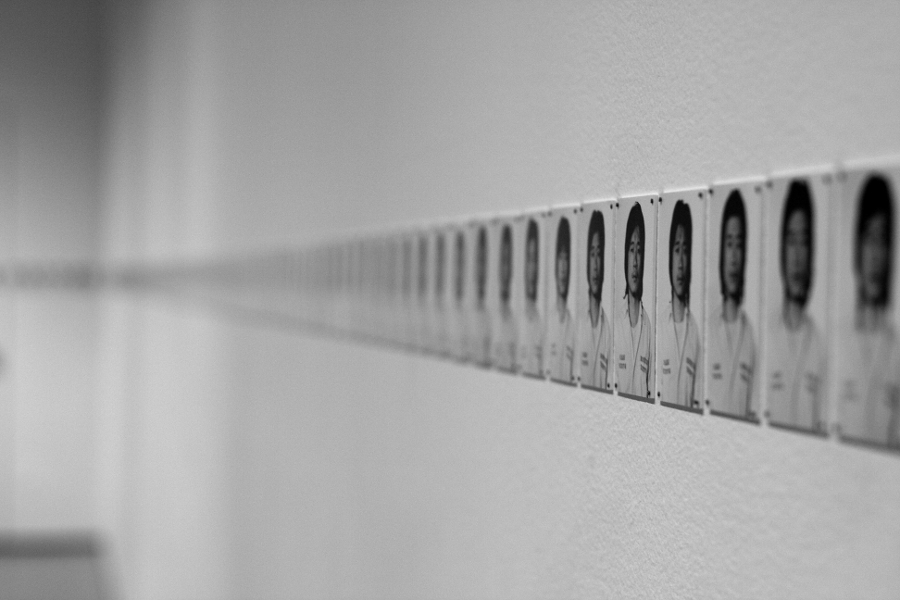
Tehching Hsieh, exposición One Year Performance 1978–1979 en el MoMA, 2009

Tehching (Sam) Hsieh (謝德慶; 31 de diciembre de 1950; Nanchong, Taiwán) es un artista de performance taiwanés.

## Infancia
Hsieh fue uno de los 15 hijos de una familia del sur de Taiwán. Abandonó la escuela secundaria y comenzó a crear pinturas; posteriormente, creó varias piezas de arte performático después de terminar sus tres años de servicio militar obligatorio en Taiwán. En 1974, se lanzó desde un barco hacia un muelle en el río Delaware, cerca de Filadelfia, y llegó a la ciudad de Nueva York, donde trabajó como lavavajillas y limpiador durante sus primeros cuatro años allí.

## Carrera
De 1978 a 1986, Hsieh realizó cinco "Performances de Un Año"; de 1986 a 1999, trabajó en lo que él llamó su "Plan de Trece Años". El 1 de enero de 2000, en su informe al público, anunció que se había "mantenido vivo". Desde entonces, ha dejado de crear arte.
En 2008, MIT Press publicó "Out of Now, The Lifeworks of Tehching Hsieh" de Adrian Heathfield y Hsieh, una monografía con documentación, ensayos de académicos y artistas y una conversación extendida. El año después de su lanzamiento, declaró al New York Times: "Gracias a este libro, puedo morir mañana."
Al año siguiente, el Museo de Arte Moderno (MoMA) de Nueva York exhibió una colección que documentaba su trabajo. La exposición, titulada "Performance 1: Tehching Hsieh" y organizada por Klaus Biesenbach, fue la instalación inaugural de una serie de piezas de performance originales en el museo. Positivamente reseñada por el New York Times, la muestra llevó a un mayor reconocimiento de la obra de Hsieh.Ese mismo año, el Museo Solomon R. Guggenheim de Nueva York también mostró una de sus obras como parte de su exposición retrospectiva, "The Third Mind: American Artists Contemplate Asia: 1860–1989."
En 2017, el Pabellón de Taiwán en la 57ª Bienal de Venecia, comisariado por Adrian Heathfield, presentó el trabajo de Hsieh en una exposición titulada "Doing Time".

## Obras
Entre las obras más conocidas y reconocidas internacionalmente del artista, se encuentran sus seis performances o procesos de larga duración desarrollados entre los años 1978 y 2000:

### Performance de un año de duración 1978–1979 (Pieza de Jaula)
En esta performance, el cual duró de 29 de septiembre de 1978 a través de 30 de septiembre de 1979, el artista se cerró en un 11.5-por-9-por-8-pies (3.5 por 2.7 por 2.4 m) jaula de madera, amuebló sólo con un lavamanos, luces, un cubo, y una cama sola. Durante el año, no se deje para hablar, para leer, para escribir, o para escuchar a radiofónico y televisión. Un abogado, Robert Projansky, instrumentó el proceso entero e hizo seguro el artista nunca dejó la jaula durante aquel un año. Su loftmate vino diariamente para entregar alimentario, sacar los residuos del artista, y tomar una fotografía sola para documentar el proyecto. Además, este rendimiento era abierto de ser visto una vez o dos veces al mes de 11 soy a 5 pm.

### Performance de un año de duración 1980–1981 (Pieza de Reloj del Tiempo)
Para un año, de 11 de abril de 1980 a través de 11 de abril de 1981, Hsieh pegado un reloj de tiempo cada hora en la hora. Cada vez  pegue el reloj,  tome un cuadro solo de él, el cual cosecha junta una película de 6 minutos. Afeite su cabeza antes de la pieza, así que su cabello de crecer refleja el paso de tiempo. La documentación de esta pieza estuvo exhibida en el Solomon R. Guggenheim Museo en 2009, utilizando película, tarjetas de perforadora y fotografías.
Esta obra fue la primera pieza de Hsieh es nunca para ser mostrado en el Reino Unido en el Liverpool Bienal en 2010.
Durante el verano de 2017, esta pieza estuvo mostrada en la Tate Modern en Londres.

### Performance de un año de duración 1981–1982 (Pieza Exterior)
En su tercer rendimiento de un años pieza, de 26 de septiembre de 1981 a través de 26 de septiembre de 1982, Hsieh gastó un año exterior, no introduciendo edificios o refugio de cualquier clase, incluyendo coches, trenes, aviones, barcas, o tiendas. Mueva alrededor Ciudad de Nueva York con un packbag y una bolsa de dormir.

### Vida / de arte: Un Rendimiento de Año 1983-1984 (Pieza de Cuerda)
En este rendiiento, Hsieh y Linda Montano gastó un año entre 4 de julio de 1983 y 4 de julio de 1984 ligado a cada cual otro con un 8-pies-largos (2.4 m) cuerda. se tuvieron que quedar en la misma habitación cuándo interior, pero no fue dejado para tocar cada cual otro hasta el fin del-periodo de año. Ambos afeitaron su cabello en el principio del año, y el rendimiento estuvo instrumentado inicialmente por Paul Grassfield y más tarde por Pauline Oliveros. [La cita necesitada]

### Un Rendimiento de Año 1985–1986 (Ninguna Pieza de Arte)
Para un año, Hsieh unaffiliated él con arte en cualquier manera posible: no cree cualquier arte, no habló aproximadamente arte, no miró en cualquier cosa relacionó a arte, no leyó cualesquier libros aproximadamente arte, y no introdujo cualquier museo de arte o galería.

### Tehching Hsieh 1986–1999 (Plan artístico para trece años)
A principios de esta pieza de épica, Hsieh declaró, "hará Arte durante este tiempo. No lo mostrará públicamente." Este plan empezó en su 36.º cumpleaños, 31 de diciembre de 1986, y durado hasta su 49.º cumpleaños, 31 de diciembre de 1999.
Al final, el 1 de enero de 2000  emita su informe de concluir, "me mantuve vivo. Pasé el diciembre 31.º, 1999." El informe constó de letras cortadas y pegadas a una sola hoja de papel.

## Filosofía y sentido de su obra
Sus obras no nacen desde la idea de sufrir por sufrir, o una mera representación del dolor (a pesar de que algunas de sus creaciones han sido descritas como calvarios), sino como una autoexploracion en torno a conceptos como el tiempo o la resistencia. Según el crítico cultural americano Steven Shaviro, la obra de Hsieh puede ser vista desde una amplitud de conceptos relacionados con el encierro, la soledad, el trabajo, el tiempo, la falta de vivienda, la exposición, el matrimonio y las relaciones humanas, y la manera en qué arte y la vida están relacionados. El artista declara que su obras tiene un acercamiento teórico hacia la libertad de pensamiento y el derecho a la pérdida de tiempo.
Un poco después de que 1999,  declare sea ya no un artista. Tiene, aun así, continuado para dar entrevistas a una audiencia de arte.